# Miêu Không

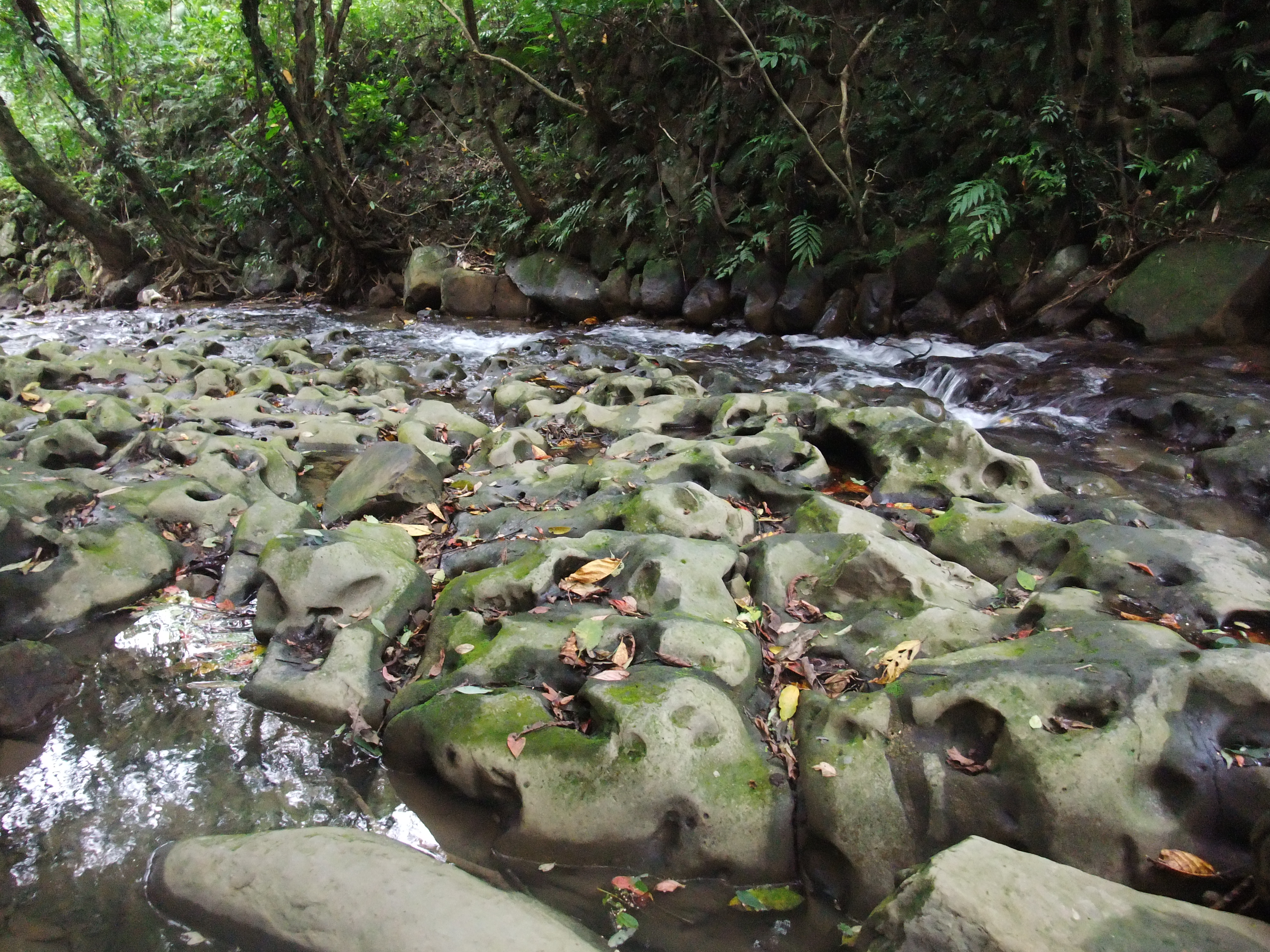
Hố trên các tảng đá tại Miêu Không

Miêu Không (tiếng Trung: 貓空; bính âm: Māokōng; Bạch thoại tự: Niau-khang; nghĩa đen 'lỗ mèo') là một khu vực nằm ở quận Văn Sơn, Đài Bắc, Đài Loan. Khu vực này trước đây là khu vực trồng trà lớn nhất của Đài Bắc. Ở đây có hệ thống đường mòn như mắc cửi dùng để vận chuyển trà. Hiện nay, Miêu Không là một điểm đến phổ biến để thưởng thức văn hóa trà hoặc ngắm cảnh đô thị về đêm.

## Từ nguyên
Một giải thích trước đây cho rằng tên cũ Trứu Không (皺空, jiâu-khang; hay 皺孔, jiâu-kháng) có ý mô tả đặc điểm địa mạo nơi đây gồm vô số lỗ lớn trên các tảng đá. Một tài liệu mới đây lại giải thích rằng, do khu vực thung lũng này có nhiều con cầy vòi mốc sinh sống nên địa danh cũ trong tiếng Mân Tuyền Chương là Miêu Diện (貓面, bâ-bīn), nghĩa là "bãi cầy" (không phải mèo). Trong thời kỳ Đài Loan thuộc Nhật, địa danh được ghi nhận là 猫空, Bakan, tiếng Phúc Kiến đọc là bâ-khang, phiên âm Hán-Việt là Miêu Không, ý chỉ sự hiện diện của các loài cầy (bâ) trong thung lũng (khang).

## Đặc điểm

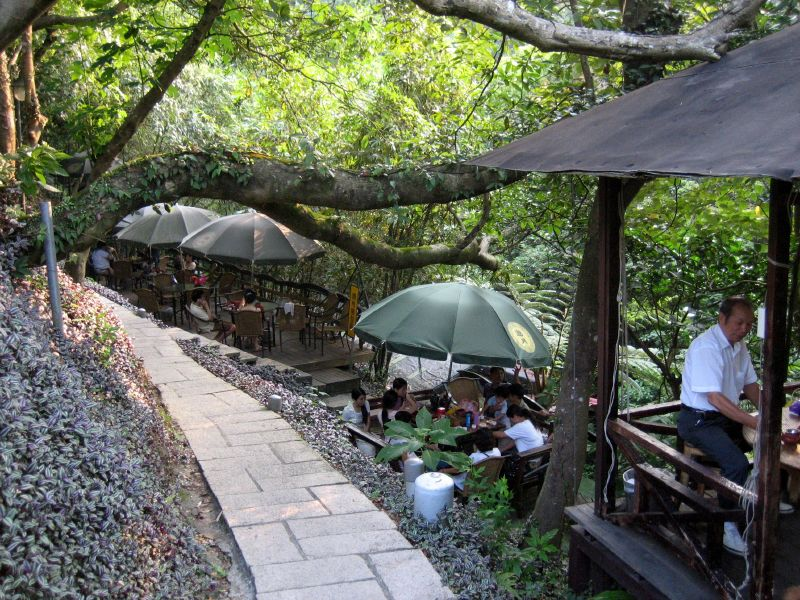
Nhà thưởng thức trà ở Miêu Không

Miêu Không là một vùng ngoại ô thuộc thành phố Đài Bắc, nằm ở mép của lưu vực Đài Bắc. Từ đỉnh núi có thể quan sát toàn cảnh thành phố, nhất là vào những ngày trời quang đãng.
Có nhiều con đường mòn dành cho người đi bộ, như lối mòn từ Đại học quốc lập Chính trị ở chân núi dẫn lên đỉnh núi. Vào cuối tuần, người dân hay đến Miêu Không để đi bộ đường rừng và leo núi.
Miêu Không ngày nay vẫn là nơi sản xuất một số loại trà, đặc biệt là trà Thiết Quan Âm. Trung tâm Nghiên cứu và Quảng bá Trà Đài Bắc được đặt tại đây. Nhiều nhà hàng trong khu vực bán trà bên cạnh thức ăn. Sự pha trộn giữa văn hóa trà truyền thống, thức ăn và phong cảnh là những lý do chính khiến khu vực trở thành điểm đến du lịch phổ biến.

## Giao thông
Cáp treo Miêu Không bắt đầu hoạt động từ ngày 4 tháng 7 năm 2007. Hệ thống này kết nối với tuyến Văn Hồ của hệ thống đường sắt đô thị Đài Bắc tại vườn thú Đài Bắc. Cáp treo giúp cư dân địa phương và du khách đến Miêu Không được thuận tiện. Dịch vụ bị gián đoạn vào ngày 1 tháng 10 năm 2008 do lở đất dưới cột chống gây xói mòn. Sau đó, cáp treo đã tiếp tục hoạt động vào ngày 31 tháng 3 năm 2010, sau khi người ta dời cột sang chỗ khác và nghiệm thu an toàn.